# Le Rebelle de Kandahar
Pour plus de détails, voir Fiche technique et Distribution.
Le Rebelle de Kandahar (The Brigand of Kandahar) est un film britannique réalisé par John Gilling en 1965.

## Synopsis
Dans les Indes britanniques en 1850, le Fort de Kandahar est la constante cible d'attaques de rebelles en révolte contre l'Empire britannique. Sous le commandement d'Ali Khan, ces hommes tuent des soldats et pillent les villages avoisinants ainsi que tous ceux qui sont loyaux à la couronne. Le Lieutenant Case qui fait partie de la garnison est aussi un natif mais il est pris en grippe par les autres officiers qui sont jaloux de son succès sur le terrain. Lors d'une mission d'infiltration des rebelles, Case est malheureusement découvert par les espions rebelles et sa tête est mise à prix. Le Capitaine Connelly parti en mission avec le lieutenant est aussi capturé. De retour au Fort, Case est accusé de trahison pour avoir laissé son compatriote se faire capturer par l'ennemi.

## Fiche technique
- Titre français : Le Rebelle de Kandahar
- Titre original : The Brigand of Kandahar
- Réalisateur : John Gilling
- Scénario : John Gilling
- Photographie : Reginald H. Wyer
- Musique : Don Banks
- Directeur artistique : Don Mingaye
- Décors de plateau : Bernard Robinson
- Costumes : Rosemary Burrows
- Montage : Tom Simpson
- Producteur : Anthony Nelson Keys, pour la Hammer Film Productions
- Distributeur aux États-Unis : Columbia Pictures
- Genre : aventure
- Format : couleurs (Eastmancolor)
- Ratio : 2.35:1 cinémascope
- Durée : 81 minutes
- Dates de sorties :  Royaume-Uni : 9 août 1965 /  États-Unis : novembre 1965

## Distribution
- Ronald Lewis : Lieutenant Case
- Oliver Reed : Ali Khan
- Duncan Lamont : Colonel Drewe
- Yvonne Romain : Ratina
- Katherine Woodville : Elsa
- Glyn Houston : Marriott
- Sean Lynch : Rattu
- Walter Brown : Hitala
- Inigo Jackson : Capitaine Boyd
- Jeremy Burnham : Capitaine Connelly